# Masters of Rock: Ramones
Masters of Rock: Ramones – album kompilacyjny zespołu Ramones, wydany 23 sierpnia 2001 roku. Zawiera nagrania, które wcześniej ukazały się na płytach: Brain Drain, Mondo Bizarro, Acid Eaters, ¡Adios Amigos! i Loco Live.

## Lista utworów
1. „Pet Sematary” (Dee Dee Ramone/Daniel Rey) – 3:30
2. „I Believe in Miracles” (Dee Dee Ramone/Daniel Rey) – 3:20
3. „Poison Heart” (Dee Dee Ramone/Daniel Rey) – 4:40
4. „All Screwed Up” (Joey Ramone/Andy Shernoff/Marky Ramone/Daniel Rey) – 4:00
5. „Censorshit” – 3:13 (Joey Ramone)
6. „The Job That Ate My Brain” (Marky Ramone/Skinny Bones) – 2:17
7. „Cabbies on Crack” (Joey Ramone) – 3:01
8. „Strength to Endure” (Dee Dee Ramone/Daniel Rey) – 2:59
9. „I Won't Let It Happen” (Joey Ramone/Andy Shernoff) – 2:22
10. „Substitute” (Pete Townshend) – 3:15
11. „The Crusher” (Dee Dee Ramone/Daniel Rey) – 2:24
12. „Surf City” (Brian Wilson/Jan Berry) – 2:27
13. „Blitzkrieg Bop"/"Havana Affair” (Live) (Ramones) – 1:36
14. „Do You Remember Rock ’n’ Roll Radio?” (Live) (Ramones) – 3:00
15. „Sheena Is a Punk Rocker” (Live) (Ramones) – 1:46
16. „Rock ’n’ Roll High School” (Live) (Ramones) – 1:51
17. „Rockaway Beach”/"Locket Love” (Live) (Ramones) – 1:31
18. „Bonzo Goes To Bitburg” (Live) (Dee Dee Ramone/Jean Beauvoir/Joey Ramone) – 2:51
19. „Wart Hog” (Live) (Dee Dee Ramone/Johnny Ramone) – 1:33
20. „Merry Christmas (I Don't Want to Fight Tonight)” (Joey Ramone) – 2:06